# بریمسون، میسوری
بریمسون (به انگلیسی: Brimson) یک روستا (ایالات متحده آمریکا) در ایالات متحده آمریکا است که در شهرستان گراندی، میزوری واقع شده‌است.
 بریمسون ۰٫۲۳ کیلومتر مربع مساحت و ۶۳ نفر جمعیت دارد و ۲۳۶ متر بالاتر از سطح دریا واقع شده‌است.